# Bande de base
Pour les articles homonymes, voir bande.
Ne pas confondre avec un baseband qui est un dispositif électronique

Spectre d'un signal en bande de base

Dans le jargon des télécommunications, le terme de bande de base ou base de bande (ou en anglais baseband) désigne une technique de transmission dans laquelle le signal est envoyé directement sur le canal après Codage en ligne sans passer par un codage canal (sans modulation).
Le signal transmis peut être analogique ou numérique. Dans le cas d'une transmission numérique, le signal transmis est alors sous la forme simple d'un signal codé par exemple en NRZ, Manchester ou AMI, avec les caractéristiques suivantes :
- Suite de bits représentant les données numériques,
- Changement d'états discret d'amplitude du signal physique (tension électrique, intensité lumineuse),
- Un signal en bande de base ne subit pas de transposition en fréquence ; de même, la durée de chaque bit est constante.

En bande de base, le spectre du signal transmis démarre à partir de la fréquence zéro, ce qui distingue ce procédé de la modulation qui utilise une onde porteuse.